# Coussapoa asperifolia
Coussapoa asperifolia är en nässelväxtart. Coussapoa asperifolia ingår i släktet Coussapoa och familjen nässelväxter.

## Underarter
Arten delas in i följande underarter:
- C. a. asperifolia
- C. a. magnifolia
- C. a. rhamnoides